# Na Skalce
Na Skalce är en kulle i Tjeckien.   Den ligger i regionen Vysočina, i den centrala delen av landet, 100 km sydost om huvudstaden Prag. Toppen på Na Skalce är 713 meter över havet.
Terrängen runt Na Skalce är platt åt nordväst, men åt sydost är den kuperad. Runt Na Skalce är det ganska tätbefolkat, med 54 invånare per kvadratkilometer. Närmaste större samhälle är Jihlava, 16,8 km öster om Na Skalce. I omgivningarna runt Na Skalce växer i huvudsak blandskog.